# Philibert Commerson

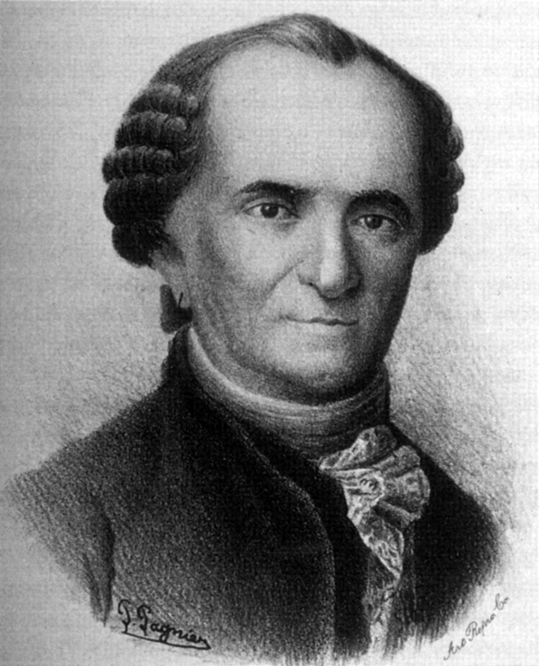
Philibert Commerson

Philibert Commerson (gelegentlich auch Commerçon, * 18. November 1727 in Châtillon-lès-Dombes; † 13. März 1773 auf der Île de France) war ein französischer Botaniker. Sein offizielles botanisches Autorenkürzel lautet „Comm.“.

## Leben und Wirken
Commerson ist ein Sohn von Georges-Marie Commerson, einem Notar und Ratgeber von Louis-Auguste de Bourbon, Fürst von Dombes, und dessen Frau Jeanne-Marie Mazuyer. Seine erste Ausbildung erhielt er an der Schule von Romans. Mit 13 wechselte er auf das Lycée von Bourg-en-Bresse. Dort absolvierte er die übliche klassische Ausbildung. Anschließend studierte er zwei Jahre lang Rhetorik in Bourg-en-Bresse. Da er Anwalt werden sollte, setzte Commerson sein Studium an der Abtei von Cluny fort. Sein freie Zeit verbrachte er in der Natur. Ihm missfiel das Studium immer mehr. Er bat seinen Vater das Jurastudium aufgeben zu dürfen, um Medizin zu studieren. Anfangs lehnte sein Vater ab, stimmte aber schließlich zu. Am 28. November 1748 schrieb sich Commerson an der Universität von Montpellier ein. Dort erwarb er am 11. September 1753 seinen Bachelor und am 9. September 1754 den Titel eines Doktors der Medizin.
1755 botanisierte Commerson in Savoyen, reiste nach Bern um Albrecht von Haller zu treffen und besuchte Voltaire auf dessen Château „Les Deuces“ bei Genf. Im folgenden Jahr kehrte er in seine Heimatstadt zurück. 1758 legt Commerson dort einen botanischen Garten an.
Commerson heiratete am 17. Oktober 1760 Antoinette-Vivante Beau († 1762) und zog nach Toulon-sur-Arroux. Seine Frau verstarb wenige Tage nach der Geburt ihres Sohns Anne-Frangois-Archambaud. Im August 1764 ließ sich Commerson in Paris nieder.
Von 1766 bis 1768 begleitete er Louis Antoine de Bougainville bei dessen Weltumsegelung (1766–1769). Seine Aufgabe war die Katalogisierung neu entdeckter Tier- und Pflanzenarten. Er war für diesen Posten von Pierre-Isaac Poissonnier vorgeschlagen worden. Bernard de Jussieu, Jérôme Lalande und Pierre Poivre unterstützen diesen Vorschlag.
Seine Assistentin und mutmaßliche Geliebte Jeanne Baret fuhr als Mann verkleidet mit. Zusammen sammelten sie rund 6000 Exemplare. Auf Tahiti wurde Baret als Frau enttarnt und verbarrikadierte sich danach auf dem Schiff; auf Mauritius gingen beide im Dezember 1768 von Bord.

## Ehrungen

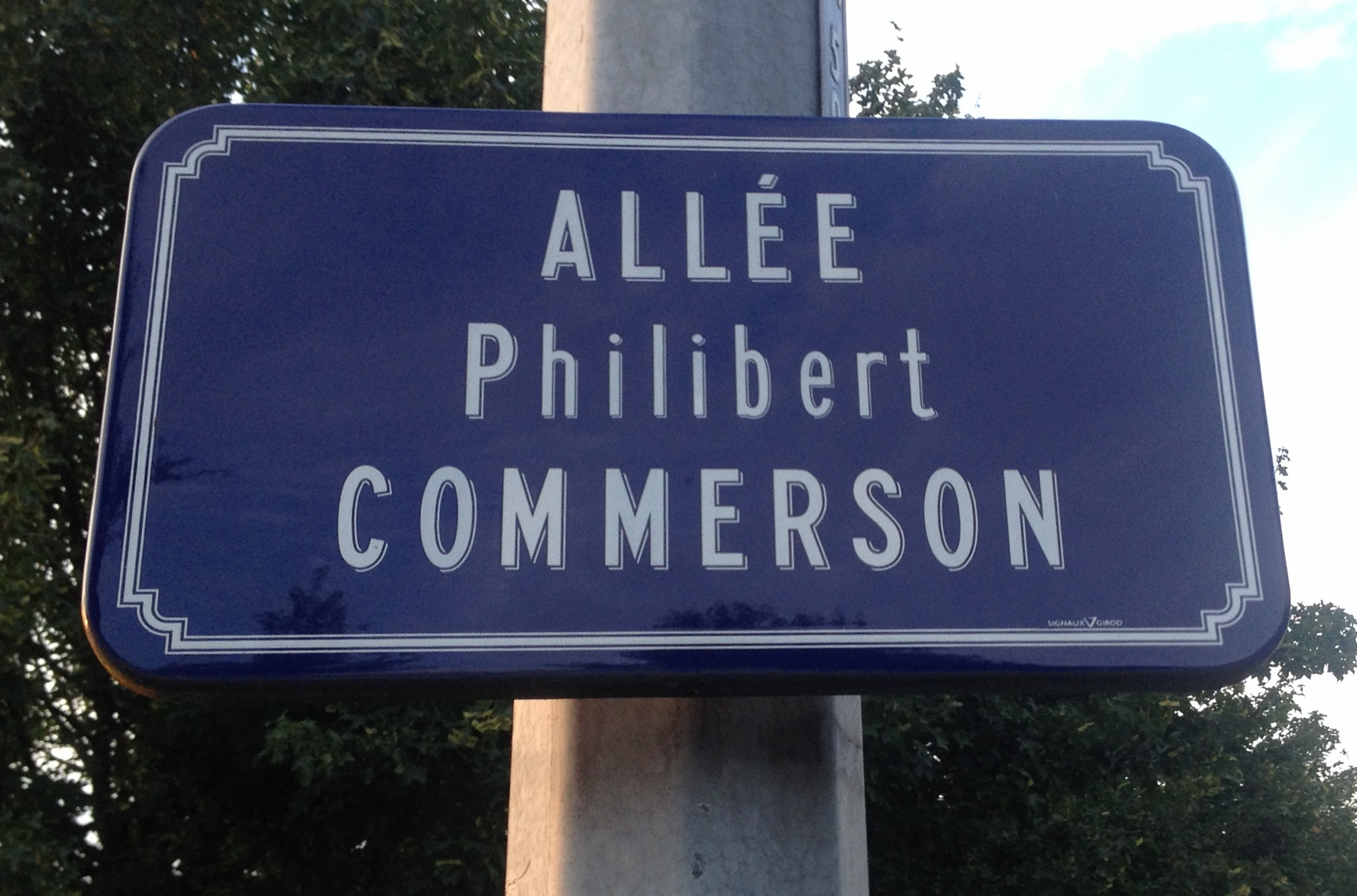
Allée Philibert Commerson in Bourg-en-Bresse

Pierre Sonnerat benannte 1776 die Gattung Commersona aus der Familie der Topffruchtbaumgewächse (Lecythidaceae) nach Commerson. Dabei handelt es sich jedoch um einen überflüssigen Namen (nom. superfl.) für die Gattung Barringtonia J.R.Forst. & G.Forst. (1776, nom. cons.). Johann Reinhold Forster und Georg Forster benannten ebenfalls 1776 nach ihm die die Gattung Commersonia aus der Familie Sterkuliengewächse (Sterculiaceae). Zehn Jahre später, 1786, wurde Commerson durch Jean-Baptiste de Lamarck mit der Vergabe des Gattungsnamens Humbertia geehrt. Das Artepitheton commersonii verweist auf zahlreiche nach Commerson benannte Arten, darunter der Commerson-Delfin (Cephalorhynchus commersonii), Commersons Anglerfisch (Antennarius commerson) und der Glatte Flötenfisch (Fistularia commersonii).
Die Sae-Inseln, Teil der Westlichen Inseln des Bismarck-Archipels im Pazifischen Ozean, wurden ehemals Commersoninseln genannt. Auf der Insel La Réunion im Indischen Ozean wurde der Commerson-Krater nach ihm benannt. Der 1998 von Eric Walter Elst entdeckte Asteroid (13770) Commerson, wurde 2005 nach ihm benannt.
In Châtillon-sur-Chalaronne, Commersons Geburtsort, gibt es die Rue Commerson (Commersonstraße). Im benachbarten Bourg-en-Bresse gibt es die Allée Philibert Commerson, die an Philibert Commerson erinnert.

## Schriften (Auswahl)
- Lettre de M. Commerson à M. de la Lande. De l’isle de Bourbon, le 18 avril 1771. In: Joseph Banks: Supplément au Voyage de M. de Bougainville ou Journal d’un Voyage Autour du Monde.  – übersetzt von Anne-François-Joachim Fréville (1749–1832).
  - Paris 1772, S. 253–286 (Digitalisat).
  - Neue Auflage. Neuchâtel 1773, S. 169–190 (Digitalisat)
- Testament singulier Dem. Commerson, docteur en médicine, médicin botaniste & naturaliste du roi. Fait le 14 & 15e. Décembre 1766. Paris 1774 (Digitalisat).

Zeitschriftenbeiträge
- Sur la découverte de la nouvelle Isle de Cythère ou Taïti. In: Mercure de France. November 1769, S. 197–207 (Digitalisat).